# جيم باري
جيم باري هو سياسي كندي، ولد في 14 أغسطس 1904 في كندا، وتوفي في 1 نوفمبر 1976. حزبياً، نشط في Saskatchewan Progress Party ‏. وقد انتخب عضو المجلس التشريعي من ساسكاتشوان.